# ファ見る!
『ファ見る!』（ファみる）は、CS・ファミリー劇場が制作・放送しているテレビ番組である。2007年8月から放送。

## 概要
同局でかつて放送していた『ファミナビ』と同様のコンセプトの番組宣伝番組である。
2009年10月1日のファミリー劇場のHD放送開始に伴い2009年9月21日放送の2009年10月号よりハイビジョン制作。2010年8月号を以って終了。
後継番組として2010年8月16日から2011年6月19日までナビゲーターを設けず月ごとの一押し番組を紹介する『ファミ缶!』、2011年6月20日より山田五郎の司会による『山田五郎のだべり喫茶』が放送されている。

## 内容
ファミリー劇場から"特命リサーチャー"として面白い番組を買い付けることを任命された別府あゆみが、月ごとに代わるゲスト声優が演じる"諜報員"（エージェント）"からの質問やお題等に答えつつ、ファミリー劇場で放映される注目番組の紹介をするPR番組となっている。
ゲストで登場する声優の名前は字幕スーパー等で紹介される事はなく（エンディングロールで紹介される）、画面左下にその声優が演じた人気アニメキャラクターのシルエットが表示され、そのキャラの喋り方で別府とのトークを展開する。
番組の終わりに別府が「放送決定!」と卓上のボタンを押す のが決まり事となっている。

## 出演者
- 別府あゆみ - メインMC
このほか全身黒タイツ姿の「諜報員の部下V3」が登場する。
- 平井誠一 - ナレーター

### 諜報員（ゲスト）
＊ - 以降は番組内で登場したキャラクター。
2007年
- 8月号：古谷徹 - アムロ・レイ（機動戦士ガンダム）、星飛雄馬（巨人の星）、ヤムチャ（ドラゴンボール）、春日恭介（きまぐれオレンジ☆ロード）
- 9月号：野沢雅子 - 孫悟空、孫悟飯、孫悟天（ドラゴンボール）、星野鉄郎（銀河鉄道999）、ひろし（ど根性ガエル）
- 10月号：内海賢二 - ラオウ（北斗の拳）、則巻千兵衛（Dr.スランプ アラレちゃん）
- 11月号：杉山佳寿子 - ハイジ（アルプスの少女ハイジ）、ガンモ（Gu-Guガンモ）、コロ助（キテレツ大百科）
- 12月号：池田秀一 - シャア・アズナブル（機動戦士ガンダム）

2008年
- 1月号：千々松幸子 - ピョン吉（ど根性ガエル）、野比玉子（ドラえもん）
- 2月号：小原乃梨子 - ドロンジョ（ヤッターマン）、野比のび太（ドラえもん）、コナン（未来少年コナン）
- 3月号：肝付兼太 - 骨川スネ夫（ドラえもん）、ドラキュラ（怪物くん）、車掌（銀河鉄道999）苅野勉三（キテレツ大百科）、ケムマキ・ケムゾウ（忍者ハットリくん）、ホラーマン（それいけ!アンパンマン）
- 4月号：三ツ矢雄二 - 上杉達也（タッチ）、尖浩二〈トンガリ〉（キテレツ大百科）
- 5月号：日髙のり子 - 浅倉南（タッチ）
- 6月号：たてかべ和也 - 剛田武（ドラえもん）、ゴリライモ（ど根性ガエル）、トンズラー（ヤッターマン）
- 7月号：皆口裕子 - 猪熊柔（YAWARA!）
- 8月号：たてかべ和也 - 剛田武（ドラえもん）
- 9月号：古川登志夫 - ピッコロ（ドラゴンボール）、カイ・シデン（機動戦士ガンダム）、諸星あたる（うる星やつら）
- 10月号：鶴ひろみ - 鮎川まどか（きまぐれオレンジ☆ロード）、ブルマ（ドラゴンボール）、ドキンちゃん（それいけ!アンパンマン）
- 11月号：永井一郎 - 猪熊滋悟郎（YAWARA!）、デギン・ソド・ザビ（機動戦士ガンダム）、磯野波平（サザエさん）
- 12月号：犬山イヌコ - マキバオー（みどりのマキバオー）

2009年
- 1月号：内海賢二 - ラオウ（北斗の拳）
- 2月号：池田秀一 - シャア・アズナブル（機動戦士ガンダム）
- 3月号：千葉繁 - ねずみ男（ゲゲゲの鬼太郎（第4作））、桑原和真（幽☆遊☆白書）
- 4月号：堀絢子 - ハットリカンゾウ（忍者ハットリくん）
- 5月号：神代知衣 - 御坊茶魔（おぼっちゃまくん）
- 6月号：白石冬美 - パタリロ（パタリロ!）、ミライ・ヤシマ（機動戦士ガンダム）
- 7月号：別府あゆみ
※ 7月号のMCはAKB48の野呂佳代、松原夏海、宮澤佐江の3人。
- 8月号：たてかべ和也 - 剛田武（ドラえもん）
- 9月号：笑福亭鶴光
ホームドラマチャンネル「まいど!!こちら情報喫茶でおま」の宣伝を兼ねて登場。
- 10月号：井上和彦 - 山岡士郎（美味しんぼ）
- 11月号：潘恵子 - ララァ・スン（機動戦士ガンダム）
- 12月号：麻上洋子 - 森雪（宇宙戦艦ヤマト）

2010年
- 1月号：神代知衣 - 御坊茶魔（おぼっちゃまくん）
- 2月号：よこざわけい子 - シータ（天空の城ラピュタ）、ドラミ（ドラえもん）、佐倉魔美（エスパー魔美）
- 3月号：日高のり子 - 浅倉南（タッチ）
- 4月号：堀川りょう - ベジータ（ドラゴンボールZ）、ラインハルト（銀河英雄伝説）
- 5月号：千々松幸子 - ピョン吉（ど根性ガエル）、野比玉子（ドラえもん）
- 6月号：三ツ矢雄二 - 上杉達也（タッチ）
- 7月号：肝付兼太 - 骨川スネ夫（ドラえもん）
- 8月号：内海賢二 - ラオウ（北斗の拳）

### スタジオゲスト
2007年
- 10月号：横見浩彦
「鉄子の旅」放送開始のPRを兼ねて登場。

2008年
- 1月号：横山たかし・ひろし
松竹芸能角座まつりのPRを兼ねて登場。
- 2月号：小池里奈
アニメ「ケータイ少女」DVDのPRを兼ねて登場。
- 3月号：安田大サーカス
「うり☆ひゃー!それいけ!安田探検隊」放送開始のPRを兼ねて登場。
- 6月号：ゆうたろう
「西部警察」放送開始のPRを兼ねて登場。
- 7月号：AKB48
「AKB48 ネ申テレビ」放送開始のPRを兼ねて登場。
- 10月号：ジェシカ
「7人の女弁護士」放送開始のPRを兼ねて登場。
- 12月号：AKB48
「AKB48 ネ申テレビスペシャル」のPRを兼ねて登場。

2009年
- 1月号：倉田保昭
「映画版 闘え!ドラゴン」シリーズ放映のPRを兼ねて登場。
- 5月号：JJサニー千葉
「映画版 里見八犬伝」や「ドラマ版 アストロ球団」放映のPRを兼ねて登場。
- 8月号：島崎俊郎（アダモちゃん）
CD「アダモちゃんのテーマ」の宣伝を兼ねて登場。
- 9月号：西川風花
「まいど!!こちら情報喫茶でおま」の宣伝を兼ねて登場。
- 10月号：AKB48、ゆうたろう、横見浩彦
それぞれ「AKB48ネ申テレビシーズン3」、「太陽にほえろ!HDリマスター版」、「ドラマ 鉄道むすめ〜Girls be ambitious!〜」放送の宣伝を兼ねて登場。
- 11月号：フィリックス
「フィリックス・ザ・キャット」の宣伝を兼ねて登場。

2010年
- 3月号：柴崎蛾王（悪役商会）
- 5月号：中島信也、たかのてるこ
それぞれ「ウルトラマンゼアス」、「銀座OL世界をゆく!」放送の宣伝を兼ねて登場。

### インタビューゲスト
2007年
- 12月号：江川達也
「まじかる☆タルるートくん」執筆当時の話を語る。
- 12月号：鶴橋康夫

2008年
- 3月号：牧れい
「スーパーロボット レッドバロン」出演当時の話を語る。
- 8月号：宮内洋
「仮面ライダーV3」出演当時の話を語る。

2009年
- 4月号：南翔太
「ウルトラギャラクシー大怪獣バトル NEVER ENDING ODYSSEY」出演当時の話を語る。

## 総集編
別府の1年間の行動を三賢人（ラオウ、上杉達也、ブルマ）が査定として各5点満点の35点満点で評価する。この査定に通らないとMCをクビになるということであったが、結果は35点満点中3点という散々なものであったものの、温情により契約更新となった。

## 1周年記念ドラマ
2008年8月に番組開始1周年を記念し、ファミリー劇場オリジナルの1時間枠バラエティドラマ『ファ見る!1周年・あゆみの事件簿 ~レジーナの森・湯けむり殺人ミステリー』が放映された。

### 主な出演者
- 別府あゆみ：別府あゆみ（本人役）
- 川崎麻世：西田刑事
- 滝川英治：百合谷刑事
- 加藤鷹：吉田プロデューサー
- 秦みずほ：巫女
- 根田あつひろ：河波AD
- 諜報員の部下2号

### 撮影協力
- 福島県羽鳥湖高原総合リゾート「レジーナの森」

## スタッフ
- プロデューサー：佐藤雅之（ファミリー劇場）、吉田圭吾（東北新社）
- 演出・ディレクター：高橋圭（東北新社）
- 構成：ゴウヒデキ
- 技術協力：オムニバス・ジャパン
- 制作協力：東北新社
- 製作著作：ファミリー劇場